# Tadanari Lee
Tadanari Lee (Tòquio, Japó, 19 de desembre de 1985) és un futbolista japonès que va disputar onze partits amb la selecció japonesa.